# Wiedabach
Der Wiedabach, auch Wiedbach, ist ein etwa 13 km langer, orographisch linker Zufluss der Saale. Seine Quelle befindet sich westlich von Schmieden auf der Ilm-Saale-Platte und er mündet bei Zeutsch, beides Ortsteile der Gemeinde Uhlstädt-Kirchhasel im Norden des Landkreises Saalfeld-Rudolstadt in Thüringen.
Der wasserreiche Bach durchfließt auf seiner gesamten Länge das landschaftlich reizvolle Tal Hexengrund und trieb bis vor einigen Jahrzehnten insgesamt sieben Mühlen an. Im Mittelalter und der frühen Neuzeit wurde an den Südhängen der das Tal begrenzenden Muschelkalkberge, insbesondere bei Heilingen, Wein angebaut; noch heute zeugen ehemalige Weinbergterrassen davon. Der Hexengrund verdankt seinen Namen den Heckersleute genannten Weinbergarbeitern. Nachdem der Weinbau wegen Reblausbefall aufgegeben worden war, wurden Ende des 19. und Anfang des 20. Jahrhunderts an den einstigen Weinbaustandorten zehntausende Obstbäume gepflanzt.

## Verlauf

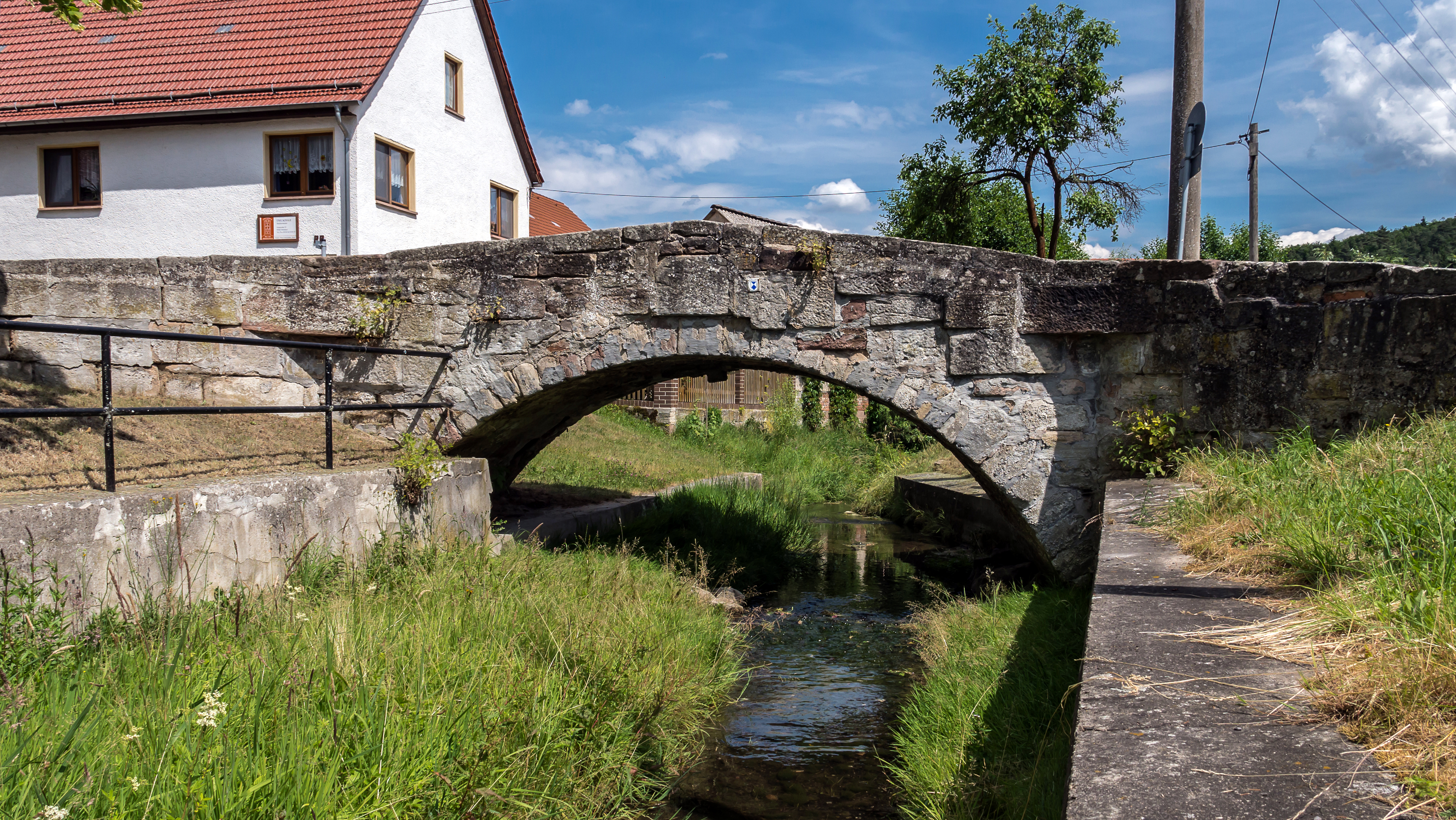
Wölbbrücke über den Wiedabach in Dorndorf

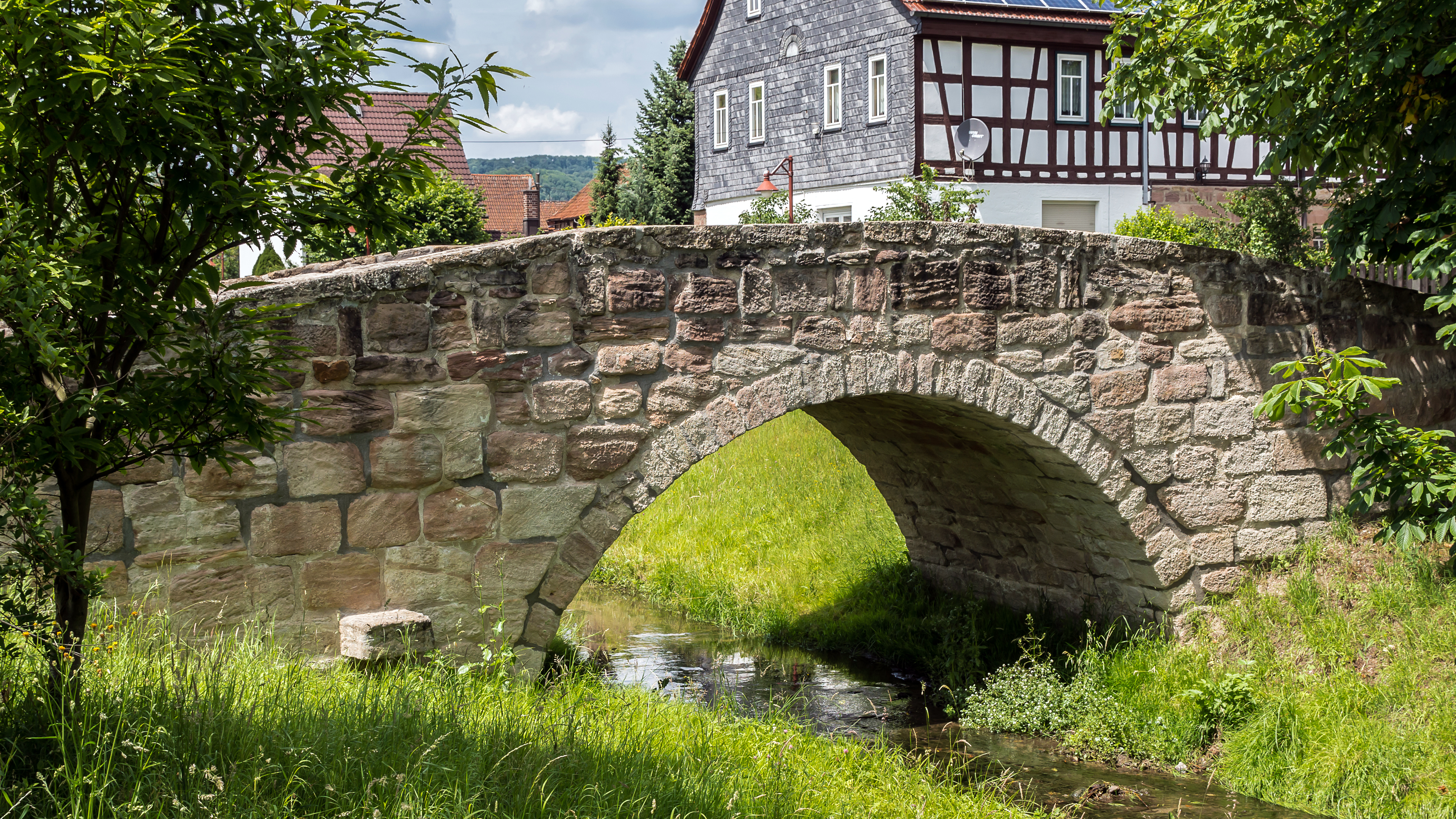
Die Wölbbrücke in Röbschütz

Der Bach entspringt etwa 250 m westlich des Ortsrands von Schmieden am Nordostfuß des Hummelsbergs (515 m) und fließt zunächst in ostnordöstlicher Richtung bis nach Schmieden hinein. Im Dorf biegt er nach Ostsüdosten um und erreicht nach etwa 2 km Engerda. Etwa 1,5 km weiter südöstlich ist der Bach südwestlich von Rödelwitz durch einen rund 200 m langen Damm aufgestaut, der einen kleinen, nur etwa 500 m langen und 8,4 ha großen, von der Thüringer Fernwasserversorgung betriebenen und bei Anglern beliebten Stausee bildet. Etwa 1,5 km Fließstrecke weiter erreicht der Wiedabach den Ort Dorndorf mit dem Baudenkmal der steinernen Wölbbrücke über den Wiedabach. Ebenfalls unter Denkmalschutz steht die auf halber Strecke zwischen dem Staudamm und dem westlichen Ortsende von Dorndorf befindliche Obermühle, die einzige noch am Wiedebach betriebene Wassermühle; sie treibt heute ein Sägewerk. Nach Durchfließen von Dorndorf fließt der Bach etwa 1 km bis nach Heilingen und erreicht nach weiteren 750 m Röbschütz, ebenfalls mit einer als Kulturdenkmal ausgewiesenen Wölbbrücke. Etwa 1,2 km weiter durchquert er Beutelsdorf. Er mündet schließlich nach weiteren 2,5 km in Zeutsch, nach Unterqueren der Bundesstraße 88 und der Bahnlinie von Saalfeld nach Jena, in die Saale.